# Bob & Carol & Ted & Alice
Bob & Carol & Ted & Alice è un film sul rapporto di coppia di Paul Mazursky del 1969, considerato rivoluzionario per l'epoca.

## Trama
Bob e Carol, giovane coppia sposata, decidono di passare il fine settimana in diverse sedute psicanalitiche di gruppo, esternando il loro essere, le loro preoccupazioni e lasciandosi andare. Quest'esperienza incide molto sul rapporto della coppia che si sente rinata e pronta a trascorrere un nuovo stile di vita basato su onestà, lealtà e cercando di comprendere la natura dell'essere umano nell'ambito del "noi". Questo nuovo stato di rinascita dello spirito e di mentalità aperta porta Bob a confessare un'avventura di una notte con l'ex segretaria. Carol, in pace con sé stessa, è pronta così ad accettare il partner per quello che è e a dimostrargli entusiasmo per il fatto di essersi liberato del peso. Successivamente viene a galla anche una relazione di Carol con un istruttore di tennis; Bob, inizialmente sconvolto da questa confessione, è pronto a perdonare la moglie, e quest'ultima si renderà conto del fatto compiuto e di amare ancora Bob.
La coppia si trova così di fronte alla realtà dell'impossibilità di rendere l'uomo una creatura monogama ma comunque capace di amare con lo spirito.
Carol confida tutto all'amica Alice, che, sconvolta, passa una notte nel pensiero, nella preoccupazione e nel dialogo con il marito Ted, anch'esso spaesato. Mentre Ted supera la situazione abbastanza facilmente, Alice non riesce a pensare ad altro e inizia ad avere dubbi sulla natura del rapporto spirituale e sessuale che ha con Ted, tanto da finire col ricorrere a uno psicoanalista.
Una sera, presenti tutti e quattro gli amici, Ted, preso dal risentimento e dal rimorso, decide di confessare ad Alice un passato tradimento; Alice, ormai rassegnata alla situazione di "tradimenti e sincerità" in cui è immersa fisicamente e psicologicamente con i tre amici, accetta di scambiare i rispettivi mariti con Carol ma...

## Produzione
Fu il primo film di Natalie Wood in 3 anni da Penelope, la magnifica ladra (1966) e il suo ultimo per 4 anni (fino a Un affare di cuore, 1973).
Segnò il debutto cinematografico di Leif Garrett.
Donald F. Muhich, che interpretava il terapista di Alice Henderson, era il terapista della vita reale del regista Paul Mazursky; successivamente è apparso in altri tre film di Mazursky.
Bill Cosby fa una breve apparizione, non accreditato: con un cappello ed occhiali da sole, si imbatte in Bob nella scena del night club mentre Bob e gli altri si dirigono verso il loro tavolo. Cosby e Robert Culp recitarono insieme nella serie TV Le spie (1965-1968). Questo cameo, per inciso, segna il suo debutto cinematografico, poiché non avrebbe avuto un ruolo da protagonista in un film fino al 1971 (nel film Man and Boy).
Gli attori selezionati per il ruolo di Ted Henderson si ricordano Richard Benjamin, James Caan e Peter Falk.
Karen Black fece il provino per la parte di Alice; anche Paula Prentiss venne considerata per il ruolo interpretato da Dyan Cannon.
Tra gli attori che rifiutarono i ruoli nel film: Warren Beatty, Robert Redford, Steve McQueen, Tuesday Weld, Jane Fonda e Faye Dunaway.

## Distribuzione
Il film ebbe due proiezioni ufficiali: al New York Film Festival il 17 settembre 1969 ed a Los Angeles il giorno dopo; venne quindi distribuito nelle sale nell'ottobre dello stesso anno.
In Italia venne distribuito al cinema nel gennaio 1970.

## Altre versioni
Una sitcom basata sulla storia del film venne prodotto dalla ABC nella stagione televisiva 1973-'74; la serie è degna di nota per la presenza tra i protagonisti di Robert Urich e di una giovanissima Jodie Foster, che interpreta la figlia di Ted e Alice, Elizabeth Henderson.
Data l'aperta natura sessuale del film, vietato ai minori al momento della sortita cinematografica, molti dei momenti umoristici non poterono venire trasferiti nella versione televisiva; i personaggi furono sostanzialmente ridimensionati, con la conseguente perdita di molto dello spirito del film: questo, oltre alle valutazioni e recensioni negative, causò la cancellazione del telefilm al termine della prima, e quindi unica, stagione (sette episodi).